# Simacem
Simacem is een bestuurslaag in het regentschap Karo van de provincie Noord-Sumatra, Indonesië. Simacem telt 415 inwoners (volkstelling 2010).